# Hermann Aron
Hermann Aron (* 1. Oktober 1845 in Kempen, Provinz Posen; † 29. August 1913 in Bad Homburg) war ein deutscher Physiker und Industrieller. Sein Spezialgebiet war die Elektrotechnik.

## Leben

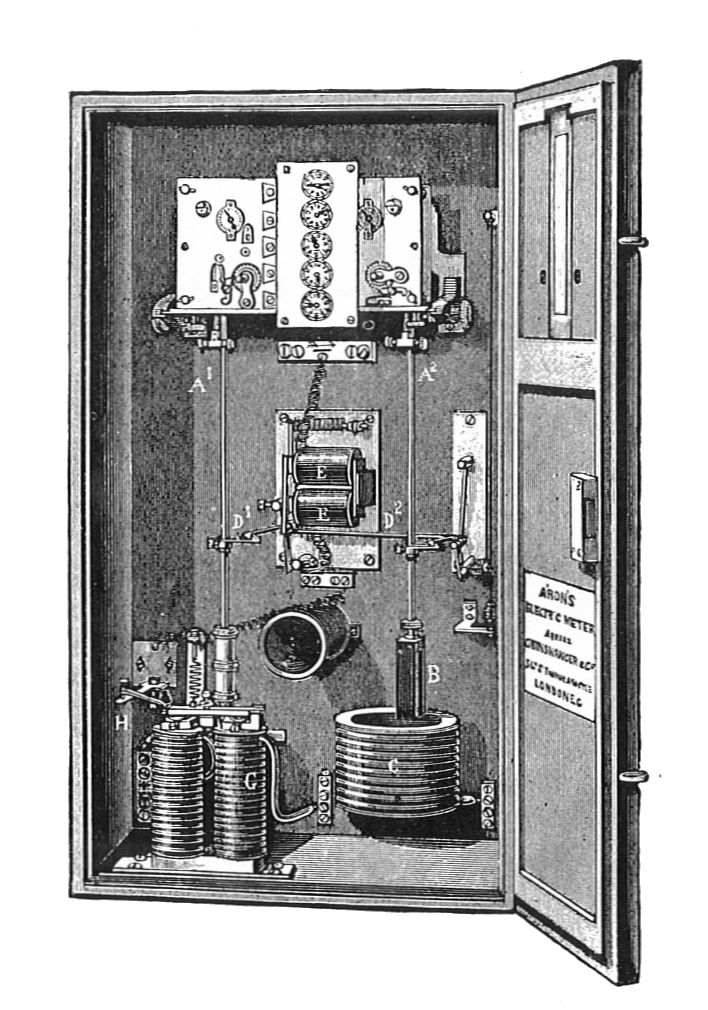
Erster elektrischer Energiezähler von Hermann Aron

Hermann Aron wurde in einem Schtetl als Sohn eines Großhandelskaufmannes und Chasans geboren. Dieser wollte ihn zum jüdischen Schriftgelehrten ausbilden lassen. Allerdings ermöglichten ihm wohlhabende Verwandte ab 1862 den Besuch des Köllnischen Realgymnasiums und nach dem Abitur im Jahre 1867 ein Studium an der Universität zu Berlin.
Aron begann dort ein Medizinstudium, wandte sich im 3. Semester aber der mathematisch-naturwissenschaftlichen Fakultät zu. Er hörte u. a. bei Karl Weierstraß, Heinrich Wilhelm Dove und August Wilhelm von Hofmann. 1870 wechselte er an die Universität Heidelberg, wo er u. a. von Hermann Helmholtz und Gustav Kirchhoff unterrichtet wurde. Nach seinem Abschluss im Jahr 1872 ging Aron zurück nach Berlin und wurde Assistent am physikalischen Laboratorium der Gewerbeakademie.
Aron promovierte 1873 an der Berliner Universität und lehrte daraufhin Physik an der Gewerbeakademie und der Artillerie- und Ingenieurschule der Preußischen Armee. 1876 wurde er Privatdozent und 1880 Professor an der Berliner Universität. Wissenschaftlich beschäftigte er sich hauptsächlich mit Problemen auf dem damals neuen Gebiet der Elektrotechnik. Er veröffentlichte theoretische Arbeiten über Kondensatoren, Mikrophone, Akkumulatoren, Kabel und Kristalle. Er erfand die drahtlose Telegraphie, 10 Jahre bevor Guglielmo Marconi mit seinen Forschungen begann, und stellte sein Verfahren auf der Internationalen Elektrizitätsausstellung 1883 in Wien vor. Es kam aber zu keiner technischen Verwertung, da die wissensmäßigen Voraussetzungen dazu noch fehlten.
1884 erfand Aron einen gut verwendbaren Elektrizitätszähler nach dem Prinzip eines sogenannten Uhrenzählers, den Aronschen Pendelzähler. Da zu dieser Zeit zunehmend elektrische Energie erzeugt und verkauft wurde und es dafür nötig war, die Energiemenge zu messen, fand der Zähler großen Anklang. Aron erhielt auch das Patent dafür. Einige Zeit später erfand Aron auch einen Zähler für Wechselstrom. (Siehe auch Aronschaltung.) Diese Erfindungen Arons war wichtig für die Ausweitung des Wechsel- und Drehstromnetzes und damit der Elektrizität insgesamt. Aron verließ die Universität, um sich selbstständig zu machen und seine Erfindungen zu verwerten. 1885 gründete er eine Elektrizitätszählerfabrik.
Als bekannter Konstrukteur und erfolgreicher Unternehmer wurde Aron vielfach geehrt. 1894 wurde Aron zum Geheimen Regierungsrat ernannt, weil er in seiner Zeit an der Artillerie- und Ingenieurschule ein Geschütz mit Rücklauf konstruiert hatte.
Hermann Aron war mit Betty, geborene Landsberger, verheiratet.

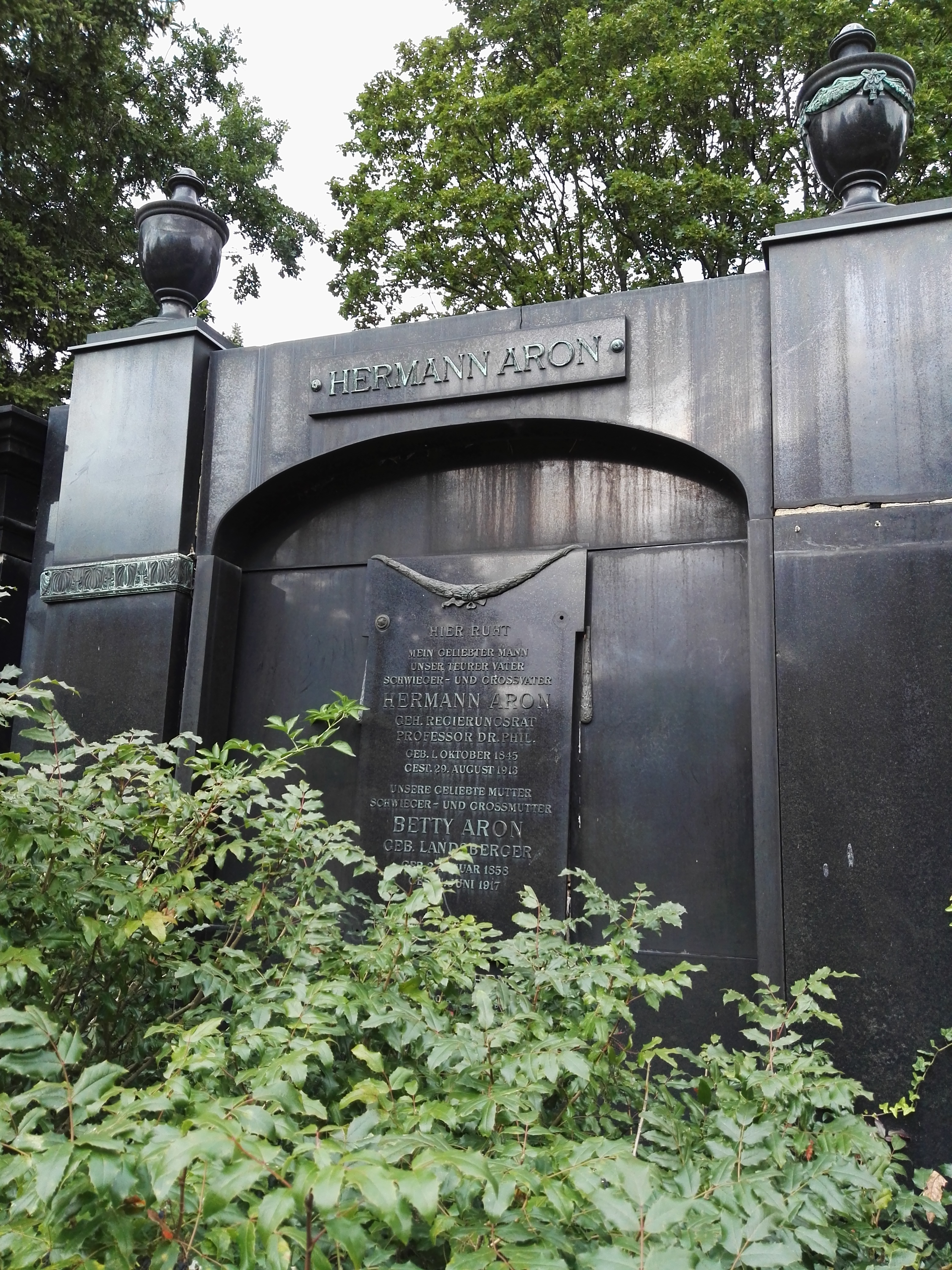
Grab von Herman Aron auf dem Jüdischen Friedhof Berlin-Weißensee

Er starb im Jahre 1913 und wurde auf dem Jüdischen Friedhof Berlin-Weißensee im Feld WT bestattet.

## Die Aron-Werke
Aus Hermann Arons Werkstatt wurde ein internationales Unternehmen, die H. Aron Elektrizitätszähler Fabrik GmbH. Es produzierte Elektrizitätszähler, elektrische Uhren und Schaltuhren. 1908 hatte das Unternehmen 32 Büros und Vertretungen in allen wichtigen Ländern Europas. In Wien begründete Aron 1906 die Elektra-Apparatenbau Gesellschaft m.b.H. 1908 wurden schon 1000 Arbeitnehmer beschäftigt.
Ein Jahr vor dem Tod seines Vaters wurde Manfred Aron Direktor der Firma, an der er 1913 auch große Anteile erbte. Auch Manfred Aron war sehr erfolgreich. Nach der Einführung des Rundfunks gelang es Aron, eine erfolgreiche Marke von Röhrenrundfunkempfängern unter dem Namen „Nora-Radio“ auf den Markt zu bringen, die in der Tochtergesellschaft Nora-Radio GmbH produziert wurden. 1931 hatte die Firma Aron etwa 3000 Beschäftigte und war eine Aktiengesellschaft.
Unmittelbar nach der nationalsozialistischen Machtergreifung begann der Kampf gegen „die Juden“. Besonders Besitzer von Fabriken und „jüdische“ Inhaber höherer Positionen lagen im Visier der Nationalsozialisten. Die Führung der NSDAP in Berlin, der schon gleichgeschaltete Handelsverband „Verband der Funkindustrie e.V“ und die in einer Zelle in den Aron-Werken organisierten NSDAP-Mitglieder hetzten gegen die Firmenleitung und höhere „jüdische“ Angestellte. Als ersten Schritt erzwangen sie die Umbenennung der Firma in Heliowatt AG. 1935 wurde Manfred Aron mehrfach von der Gestapo verhaftet und in ein Konzentrationslager gesteckt, wo er misshandelt wurde. Der Hintergrund war, dass Aron und seine Mit-Aktionäre so gezwungen wurden, das Unternehmen weit unter Wert an die Deutsche Bank zu verkaufen. Nutznießer dieser Aktion waren neben der Deutschen Bank, die das Unternehmen an Siemens-Schuckert mit Gewinn verkaufte, Siemens und deren damalige Tochtergesellschaft, die Elektrische Licht und Kraftanlagen AG.  An diesem Vorgang war auch die Hausbank der Aron-Werke, die Commerzbank, beteiligt. Die Familie Aron emigrierte daraufhin in die USA.